# Ethan Cutkosky
Ethan Cutkosky (* 19. August 1999 in St. Charles, Illinois) ist ein US-amerikanischer Schauspieler. Außerdem ist er seit 2023 unter dem Namen Ekat19 als Sänger tätig.

## Leben
Wenn er nicht gerade bei Dreharbeiten in Los Angeles ist, lebt er in einem Vorort von Chicago.
Bereits als Vierjähriger stand Cutkosky mit seiner Mutter für Werbeplakate vor der Kamera. Seine erste Filmrolle hatte er im Alter von sieben Jahren mit Vince Vaughn bei Dreharbeiten auf der Michigan Avenue in seiner Heimatstadt Chicago. Im Alter von neun Jahren bekam er die Rolle eines mythischen jüdischen Geistes im Film The Unborn. Dabei wurde er vom Autor und Regisseur David S. Goyer persönlich ausgesucht.
Bekannt wurde er schließlich durch seine Rolle als Carl Gallagher in der Serie Shameless.
Anfang November 2017 wurde der 18 Jährige Ethan wegen Autofahrens unter Drogeneinfluss festgenommen. Ihm drohten nun 6 Monate Gefängnis, eine erhebliche Geldstrafe sowie der Entzug der Fahrerlaubnis wie die US-Seite "TMZ" berichtete.
Er ist Träger des schwarzen Gürtels zweiten Grades im Taekwondo.
Seit 2023 ist er außerdem als Sänger tätig. Am 1. März 2023 veröffentlichte er seine erste Single unter dem Namen ekat19 mit dem Titel "Falling Deep". Es folgten weitere Singles wie "Anyway", "Possessive" und "Diamonds".

## Filmografie
- 2007: Die Gebrüder Weihnachtsmann
- 2009: The Unborn
- 2010: Conviction
- 2011–2021: Shameless (Fernsehserie, 127 Episoden)
- 2013, 2021: Law & Order: Special Victims Unit (Fernsehserie, 2 Episoden)
- 2020: Power (Fernsehserie, 1 Episode)
- 2021: Alex/October
- 2022: The Conners (Fernsehserie, 1 Episode)
- 2025: Happy Gilmore 2

## Diskografie
Singles:
- Falling Deep (2023)
- Anyway (2023)
- OUT OF !T (2023)
- Get Away (2023)
- Possessive (2023)
- Out My Way (2024)
- Diamonds (2024)